# Paul Neerot
Paul Neerot (ur. 13 sierpnia 1922 w gminie Ahja, zm. 4 września 1988 w Tallinnie) – estoński polityk, działacz partii komunistycznej.

## Życiorys
Od 1956 do 1959 pełnił funkcję I sekretarza komitetu rejonowego KPE w Rakvere, następnie do lutego 1971 był przewodniczącym Estońskiej Republikańskiej Rady Związków Zawodowych. Jednocześnie od 16 lutego 1960 do 17 lutego 1971 był zastępcą członka Prezydium/Biura KC KPE, później został zastępcą przewodniczącego i następnie I zastępcą przewodniczącego Komitetu Kontroli Ludowej Estońskiej SRR, w lipcu 1986 przeszedł na emeryturę. Został pochowany na cmentarzu Metsakalmistu.